# Paronjärvi (sjö i Tuusniemi, Norra Savolax)
Paronjärvi är en sjö i kommunen Tuusniemi i landskapet Norra Savolax i Finland. Den är 4,4 meter djup. Arean är 40 hektar och strandlinjen är 2,63 kilometer lång. Sjön  ingår i Vuoksens huvudavrinningsområde.   Den ligger omkring 48 kilometer öster om Kuopio och omkring 350 kilometer nordöst om Helsingfors. 